# Латеральное мышление
Латеральное мышление (от англ. lateral thinking — боковой, поперечный, направленный в сторону) — это умение мыслить нестандартно, нешаблонно, используя максимальное количество подходов к решению задачи, которые довольно часто игнорируются человеческим логическим мышлением.
Термин, описывающий принцип целой научной концепции, был предложен в 1967 г. Эдвардом де Боно, а в 1970 г. была опубликована его книга «Lateral Thinking: Creativity Step by Step» (1970). Эдвард де Боно является на сегодняшний день одним из самых авторитетных в мире экспертов в сфере креативности.
Наш ум предпочитает обычные и предсказуемые решения проблем. В большинстве случаев мы мыслим «вертикально» (логически), то есть выбирая самый многообещающий подход к решению вопроса, который подразумевает последовательные шаги, каждый из которых должен быть обоснован. Латеральное мышление помогает решать трудные задачи с помощью необычных методов, или использования элементов, которые игнорируются обычным логическим мышлением.
Эдвард де Боно также связывает латеральное мышление с юмором, утверждая, что переход от знакомого шаблона к новому, неожиданному даёт лучший результат. Например, в дизайн-мышлении. У Эдварда де Боно есть несколько запатентованных изобретений, связанных с медицинской техникой. В работе над этими изобретениями он использовал классический приём прототипирования, который так любят в современном дизайн-мышлении. Вот показательная цитата (стр.140): 
«В другой раз в попытках подобрать сетку для удаления пены в пузырьковом оксигенаторе я собрал следующую коллекцию предметов: щётка для мытья, мочалка для посуды, пластмассовая решётка для цветочного горшка, бигуди, кружевные трусы и, наконец, нейлоновые чулки, в последний момент позаимствованные у секретарши. Лучше всего подошла мочалка для посуды.» 
Творческое мышление — это не талант, это навык, который можно изучить и развить. Это позволяет усилить естественные способности человека творить и создавать новое — и соответственно, привести к большей продуктивности и успешности.
Творческие способности и инновации — основные источники длительного и глобального успеха в современном изменяющемся мире. Методы латерального мышления также опубликованы в книге Эдварда де Боно «The Mechanism of the Mind» (1969).

## Критика
Методы Де Боно основаны на нескольких десятилетиях прикладной работы в различных организациях. Они не были досконально проверены научными техниками. Это связано с тем, что многие идеи психолога метафоричны и не являются тем, что можно легко «протестировать». Некоторые из его идей согласуются с обоснованными эмпирическими исследованиями и в этом смысле имеют некоторую косвенную поддержку. Существует, например, чёткая поддержка преимуществ отложенного суждения и перехода от одного способа мышления к другому, что, конечно, полезно для «разного» мышления.
Профессор психологии Темпльского университета  и эксперт по творчеству Роберт Вайсберг очень критично относится к латеральному мышлению и утверждает, что оно не нужно для творчества. Он группирует «боковое мышление» с концепцией «дивергентного мышления» психолога Дж. П. Гилфорда, поскольку оба подхода имеют центральную идею о том, что преодоление старых привычек (то есть гибкость, движение в боковом направлении) — это суть творческого мышления".

В своей книге «Creativity: Beyond the Myth of Genius» Р. Вайсберг утверждает, что в деятельности великих создателей очень мало доказательств такого мышления:
«…имеется ряд подробных отчётов о научных открытиях, художественном творчестве и изобретениях, в том числе книги Дарвина о развитии его теории эволюции, доклад Уотсона об обнаружении структуры молекулы ДНК, предварительные эскизы Пикассо для нескольких его самых знаменитых картин и записи Эдисона о изобретении кинетоскопа. Эти примеры подробно описаны в последующих главах [этой книги], и ничего, напоминающего „дивергентное мышление“ не наблюдается ни в одном из них. Таким образом, хотя Гильфорду кажется разумным, что появление многих и разнообразных идей путём „дивергентного“ или „латерального“ мышления должно быть краеугольным камнем творческого мышления, эта идея выглядит неправильной».

## Латеральное мышление в маркетинге
«Латеральный маркетинг создаёт, вертикальный — выбирает».
Латеральный маркетинг — система нетрадиционных методов продвижения товаров и услуг, позволяющая успешно бороться с конкуренцией; это взгляд сбоку на проблему, находясь как бы вне проблемы и поиск нестандартного её решения. Позволяет разрабатывать новые продукты, находить новые рыночные ниши и, в конечном итоге, совершать прорыв в бизнесе. Эта методика показывает, как инерционное движение по заданному плану в вертикальном маркетинге сегодня пора разбавить чем-то более современным. В основе латерального маркетинга — латеральное мышление.
Латеральный маркетинг является противоположностью вертикальному маркетингу. Он подразумевает творческий подход для поиска новых маркетинговых идей, отличающийся от используемого вертикального маркетинга (то есть сегментирования). Вертикальный маркетинг работает в рамках определённого рынка, тогда как латеральный маркетинг, напротив, представляет товар в новом контексте. Латеральный маркетинг предполагает поиск новых возможностей, фокусируясь на нестандартных подходах к коммуникации, способах и методах продаж, выявлении неучтённых желаний потребителей. 
Система была разработана Филипом Котлером, считающимся одним из отцов современного маркетинга, совместно с Фернандо Триас де Бесом, испанским экономистом, писателем, а также основателем и партнёром консалтинговой фирмы Salvetti & Llombart, среди клиентов которой — Pepsi&Co, Google, Nestle и другие широко известные международные корпорации. Ф. Котлер определяет латеральный маркетинг как рабочий процесс, который при приложении к существующим товарам или услугам даёт в результате инновационные товары и услуги, охватывающие потребности, целевых потребителей или ситуации, не охваченные в настоящее время, и, таким образом, является процессом, который предлагает высокие шансы для создания новых категорий или рынков.
Польза и необходимость использования латерального мышления в современном маркетинге, а также предпосылки возникновения самого латерального маркетинга Ф. Котлер и Ф. Триас де Бес описали в своей книге «Латеральный маркетинг: Технология поиска революционных идей».
Анализируя эволюцию рынков, развитие конкуренции, сокращение жизненного цикла продуктов (товаров, услуг), революцию, произведённую переходом к цифровым технологиям и снижение воздействия на сознание потребителя, авторам удаётся выявить сильные и слабые стороны традиционного маркетингового мышления.

##### Принципы латерального маркетинга
- Провести анализ неудовлетворённости потребителей и выявить объект для изменений: товар, услуга, способы коммуникации.
- Сфокусироваться на объекте изменения, которые мы намерены трансформировать в нечто принципиально другое.
- Произвести «латеральное замещение» — это прерывание обычного течения логической мысли, распространённой, обычной цепочки суждений, чтобы создать стимул, подстёгивающий наши мыслительные креативные способности.
- Создать новое соединение, новую связь, в результате которой будет трансформирован объект изменения.

##### Цели латерального маркетинга[7]
- выявление новых потребностей, которые может удовлетворять товар, если его модифицировать;
- расширение существующих сегментов рынка за счёт изменения характеристик и атрибутов товара;
- выявление дополнительных потребностей у существующих потребителей;
- анализ и выявление дополнительных ситуаций использования товара при его модификации;
- генерирование идей для модификации товаров на основе существующего товара;
- анализ товаров-субститутов для атаки на существующий товар.